# Parastoo Ahmadi
Parastoo Ahmadi (en persa: پرستو احمدی; Nouxahr, Iran, 21 de març de 1997) és una artista i cantant iraniana. Es féu conèixer internacionalment després de l'11 de  desembre del 2024, dia del seu concert del caravanserrall que va fer sense el vel islàmic i es va emetre en directe al seu canal YouTube. Arran del seu desafiament de les imposicions vestimentàries i socials aplicades a les dones pel règim dels aiatol·làs, l'artista va ser detinguda el 15 del mateix mes.